# Rijstschotel
Een rijstschotel is een gerecht met als hoofdbestanddeel rijst. Doorgaans wordt met een rijstschotel een gerecht bedoeld dat bestaat uit gekookte rijst met daarbij een saus van diverse groenten en eventueel vlees of vis, of deze zelfde ingrediënten in wat drogere vorm direct door de rijst gemengd. Vaak wordt zo'n rijstschotel ook bereid of geserveerd als eenpansgerecht. In veel Nederlandstalige (studenten)huishoudens wordt ook wel de benaming "rijst met prut" gehanteerd.
Bekende traditionele rijstschotels zijn onder andere de Spaanse paella (vaak met vis), de Italiaanse risotto, de Griekse gyros, de Indonesische nasi goreng, de creoolse jambalaya en de pilav die zijn oorsprong vindt in het Midden-Oosten en Centraal-Azië.
Wanneer samen met de rijst een hele keur aan aparte bijgerechten geserveerd wordt spreekt men eerder van een rijsttafel - een eetfestijn dat populair is geworden in het koloniale Nederlands-Indië en nu niet meer is weg te denken uit de Nederlandse eetcultuur.